# Marcos Cáceres
Marcos Antonio Cáceres Centurión (Asunción, Departamento Central, Paraguay; 5 de mayo de 1986) es un futbolista paraguayo. Juega como defensor en el Club Tacuary de la Primera División de Paraguay. Fue parte de la selección paraguaya subcampeona de la Copa América 2011.
Es hermano menor del exfutbolista Víctor Cáceres, y primo por via materna del también exfutbolista Lucas Barrios.

## Trayectoria

### Cerro Porteño
Debutó en el año 2006 en este distinguido club de Paraguay en el cual jugó hasta el año 2007, jugó un total de 18 partidos y no recibió ninguna tarjeta amarilla o roja en ese periodo, luego fue transferido a fútbol argentino específicamente al Racing.

### Racing Club
Llegó transferido del club Cerro Porteño de Paraguay en el año 2007, en total jugó 150partidos anotando 3 goles hasta el año 2012 donde fue transferido al Newell's Old Boys del mismo país.

### Newell's Old Boys
En el Campeonato 2012 se incorpora al club del Parque. Un año más tarde sería campeón del Torneo Final 2013 de Argentina y Semifinalista de la Copa Libertadores 2013, habiendo formado un sólido equipo junto a jugadores de alto nivel como Gabriel Heinze, Maxi Rodríguez e Ignacio Scocco, y conducido tácticamente por Gerardo Martino que luego de ese torneo pasó a dirigir las filas del Barcelona FC de España.

## Selección nacional
Ha sido internacional con la Selección de Paraguay. Fue citado por primera vez en agosto de 2007, bajo la conducción de Gerardo Martino, para un encuentro amistoso ante Venezuela. Su primera convocatoria para partidos oficiales se produjo el 28 de mayo de 2009, correspondientes a la fase de clasificación sudamericana para el Mundial de 2010. En este partido compartió la nómina junto a su hermano Víctor Cáceres. Formó parte del plantel que participó de la Copa América 2011, logrando el subcampeonato tras perder la final ante Uruguay.

## Clubes
| Club              | País      | Año           |
| ----------------- | --------- | ------------- |
| Cerro Porteño     | Paraguay  | 2006-2007     |
| Racing Club       | Argentina | 2007-2012     |
| Newell's Old Boys | Argentina | 2012-2016     |
| Cerro Porteño     | Paraguay  | 2016-2021     |
| Club Guaraní      | Paraguay  | 2021-2022     |
| Club Tacuary      | Paraguay  | 2023-presente |

## Palmarés

### Títulos nacionales
| Título                        | Club              | País      | Año    |
| ----------------------------- | ----------------- | --------- | ------ |
| Primera División de Argentina | Newell's Old Boys | Argentina | F-2013 |
| Primera División              | Cerro Porteño     | Paraguay  | C-2017 |
| Primera División              | Cerro Porteño     | Paraguay  | A-2020 |